# 佩德罗·罗塞略

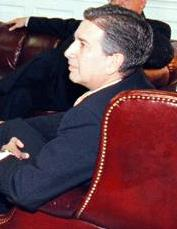
佩德罗·罗塞略

佩德罗·胡安·罗塞略·岡薩雷斯（Pedro Juan Rosselló González，1944年4月5日—），波多黎各政治人物。1993年1月至2001年1月，担任波多黎各总督，为波多黎各第7任总督。
他的儿子瑞奇·罗塞略为波多黎各第12任总督。

## 生平
佩德罗·罗塞略生于波多黎各首府圣胡安。1966年，获得圣母大学理学士学位。1991年至1999年，2003年至2008年，两次担任波多黎各新进步党主席。2005年1月至2009年1月，担任波多黎各参议院议员。